# リオン武
リオン武（リオン たけし、1980年3月10日 - ）は、日本の男性総合格闘家。神奈川県横浜市出身。RISING SUN主宰。元修斗世界フェザー級王者。

## 来歴
中学より柔道を始め、高校時代には神奈川県大会で準優勝を果たした。兄の影響で高校卒業後に総合格闘技を始め、アマチュア修斗では2002年に東日本大会で優勝、全日本アマチュア修斗選手権でも3位に入賞した。
2003年5月30日、修斗の碓氷早矢手戦でプロデビューし、判定勝利を収めた。
2004年は修斗新人王ライト級（-65kg）トーナメントに出場、準決勝では山田啓介に勝利、決勝では碓氷早矢手からKO勝利を収め、新人王となった。
2005年8月20日、アントニオ・カルバーリョと対戦、判定で敗れプロ初敗北を喫した。11月6日には田村彰敏と対戦、判定勝ちを収めた。
2006年5月12日、アレッシャンドリ・フランカ・ノゲイラが修斗世界ライト級王座を返上し、急遽5日前にカルバーリョとの世界戦が組まれた。パウンドの連打でTKO勝ちを収め王座獲得に成功した。
2007年5月18日、修斗環太平洋王者の田村彰敏を相手に防衛戦を迎えるも、判定負けで王座陥落となった。11月8日には田村の王座返上により空位となっていた修斗環太平洋王座を懸け戸井田カツヤと対戦、判定勝ちで王座獲得に成功した。
2008年5月3日、セバント・ヤングとノンタイトルマッチで対戦。2ラウンドにギロチンチョークから逃れる際に場外に出てしまったため、逃避行為とみなされ減点を受けたことも響いて判定負けとなった。11月29日、修斗世界ライト級タイトルマッチにて門脇英基に判定勝ちを収め王座獲得に成功した（世界王座獲得と同時に環太平洋王座は返上扱い）。
2009年5月10日、初防衛戦で佐藤ルミナと対戦し、パウンドでTKO勝ちを収め、王座防衛に成功した。
2009年10月30日、VALE TUDO JAPAN 09でアレッシャンドリ・フランカ・ノゲイラと対戦し、パウンドでKO勝ち。
2010年1月23日、修斗でジェラルド・ロバートと対戦し、腕ひしぎ十字固めで一本勝ち。前日計量をクリアできず当日計量で契約体重をパスしての試合となった。
2010年5月30日、2度目の防衛戦で日沖発と対戦し、1-2の判定負けを喫し王座から陥落した。

### DREAM
2010年9月25日、DREAM初出場となったDREAM.16で宮田和幸と対戦し、0-3の判定負けを喫した。
2011年4月29日、修斗伝承 2011で土屋大喜と対戦し、KO勝ちを収めた。試合後には婚約したことを発表した。
2011年5月29日、DREAM JAPAN GPでDEEPフェザー級王者の松本晃市郎と対戦し、パウンドでTKO勝ち。
2011年9月24日、DREAM.17で宇野薫と対戦。宇野が放った右ジャブにカウンターの右ハイキックを放ち、KO勝ちを収めた。
2011年11月6日、シュートボクシングルール初挑戦となったSHOOT the SHOOTO 2011でSB東洋太平洋ウェルター級王者の宍戸大樹と対戦し、3ラウンドに腰投げでシュートポイントを奪い2-0の判定勝ちを収めた。
2011年12月31日、元気ですか!! 大晦日!! 2011でDREAMフェザー級王者の高谷裕之に挑戦するも、3Rにはイエローカードを出されるなど消極的なファイトに終始し、0-3の判定負けで王座獲得に失敗した。
2012年4月13日、シュートボクシングで鈴木博昭と対戦。投げでシュートポイントを奪うなど優位に試合を進めるが試合終了間際に鈴木と同時に右フックを放ち、相討ちの形で両者ダウンし両者カウント内に立ち上がるもリオンの受けたダメージが明らかに大きなものであったためレフェリーがリオンのTKO負けを宣告した。キャリア初のKO負けとなった。
2013年10月5日、VTJ 3rdで矢地祐介と対戦し、判定負け。
2018年12月31日、RIZIN 平成最後のやれんのか!で朝倉未来と対戦。2Rに左膝蹴りでダウンし追撃のパウンドでTKO負け。

## 戦績

### プロ総合格闘技
| 総合格闘技 戦績 | 総合格闘技 戦績 | 総合格闘技 戦績 | 総合格闘技 戦績 | 総合格闘技 戦績 | 総合格闘技 戦績 | 総合格闘技 戦績 |
| --------------- | --------------- | --------------- | --------------- | --------------- | --------------- | --------------- |
| 38 試合         | (T)KO           | 一本            | 判定            | その他          | 引き分け        | 無効試合        |
| 25 勝           | 12              | 4               | 9               | 0               | 0               | 0               |
| 13 敗           | 1               | 1               | 11              | 0               | 0               | 0               |

| 勝敗 | 対戦相手                             | 試合結果                             | 大会名                                                                                           | 開催年月日     |
| ○    | 内藤太尊                             | 2R 2:31 TKO（右ストレート→パウンド） | FIGHT&MOSH                                                                                       | 2023年12月2日  |
| ×    | デュアン・ヴァン・ヘルフォート       | 5分3R終了 判定0-3                    | SHOOTO 30th ANNIVERSARY TOUR 第6戦                                                               | 2019年7月15日  |
| ×    | 朝倉未来                             | 2R 2:39 TKO（左膝蹴り→パウンド）     | RIZIN 平成最後のやれんのか!                                                                      | 2018年12月31日 |
| ○    | TOMA                                 | 5分3R終了 判定3-0                    | プロフェッショナル修斗 後楽園ホール大会                                                          | 2018年9月23日  |
| ×    | 斎藤裕                               | 5分3R終了 判定0-3                    | プロフェッショナル修斗公式戦                                                                     | 2018年5月13日  |
| ○    | 内村洋次郎                           | 2R 4:17 KO（パウンド）               | VTJ 8th                                                                                          | 2016年9月19日  |
| ○    | 佐々木郁矢                           | 5分3R終了 判定3-0                    | 修斗 MOBSTYLES 15th Anniversary TOUR FIGHT & MOSH                                                | 2015年5月3日   |
| ×    | ISAO                                 | 5分3R終了 判定0-3                    | VTJ 6th                                                                                          | 2014年10月4日  |
| ×    | ロブ・リシタ                         | 2R 3:19 ブルドッグチョーク           | Rebel FC 1: Into the Lion's Den                                                                  | 2013年12月21日 |
| ×    | 矢地祐介                             | 5分3R終了 判定0-3                    | VTJ 3rd                                                                                          | 2013年10月5日  |
| ×    | 大沢ケンジ                           | 5分3R終了 判定0-3                    | VTJ 1st                                                                                          | 2012年12月24日 |
| ×    | 高谷裕之                             | 5分5R終了 判定0-3                    | 元気ですか!! 大晦日!! 2011 【DREAMフェザー級タイトルマッチ】                                     | 2011年12月31日 |
| ○    | 宇野薫                               | 1R 4:18 KO（右ハイキック）           | DREAM.17                                                                                         | 2011年9月24日  |
| ○    | 松本晃市郎                           | 1R 6:51 TKO（右フック→パウンド）     | DREAM JAPAN GP -2011バンタム級日本トーナメント-                                                  | 2011年5月29日  |
| ○    | 土屋大喜                             | 2R 4:27 KO（右ストレート→パウンド）  | 修斗伝承 2011                                                                                    | 2011年4月29日  |
| ×    | 宮田和幸                             | 2R（10分/5分）終了 判定0-3           | DREAM.16                                                                                         | 2010年9月25日  |
| ×    | 日沖発                               | 5分3R終了 判定1-2                    | 修斗 The Way of SHOOTO 03 〜Like a Tiger, Like a Dragon〜 【修斗世界ライト級チャンピオンシップ】 | 2010年5月30日  |
| ○    | ジェラルド・ロバート                 | 3R 4:11 腕ひしぎ十字固め             | 修斗 The Way of SHOOTO 〜Like a Tiger, Like a Dragon〜                                           | 2010年1月23日  |
| ○    | アレッシャンドリ・フランカ・ノゲイラ | 4R 2:58 KO（パウンド）               | VALE TUDO JAPAN 09                                                                               | 2009年10月30日 |
| ○    | 佐藤ルミナ                           | 1R 4:41 TKO（パウンド）              | "修斗伝承 ROAD TO 20th ANNIVERSARY FINAL" 【修斗世界ライト級チャンピオンシップ】                 | 2009年5月10日  |
| ○    | 門脇英基                             | 5分3R終了 判定3-0                    | "修斗伝承 04" ROAD TO 20th ANNIVERSARY 【修斗世界ライト級チャンピオンシップ】                    | 2008年11月29日 |
| ×    | セバント・ヤング                     | 5分2R終了 判定0-3                    | "修斗伝承 01" ROAD TO 20th ANNIVERSARY                                                           | 2008年5月3日   |
| ○    | 戸井田カツヤ                         | 5分3R終了 判定3-0                    | 修斗 BACK TO OUR ROOTS 06 【修斗環太平洋ライト級王座決定戦】                                     | 2007年11月8日  |
| ○    | マーク・ドゥンカン                   | 1R 3:16 スリーパーホールド           | 修斗 BACK TO OUR ROOTS 4                                                                         | 2007年7月15日  |
| ×    | 田村彰敏                             | 5分3R終了 判定0-3                    | 修斗 BACK TO OUR ROOTS 3 【修斗世界ライト級チャンピオンシップ】                                  | 2007年5月18日  |
| ○    | 阿部裕幸                             | 1R 4:05 TKO（右ストレート）          | 修斗 BACK TO OUR ROOTS 1                                                                         | 2007年2月17日  |
| ○    | ナーヴィド・ヨウセフィ               | 2R 4:35 スリーパーホールド           | 修斗                                                                                             | 2006年10月14日 |
| ○    | コール・ミラー                       | 5分3R終了 判定3-0                    | 修斗                                                                                             | 2006年7月21日  |
| ○    | アントニオ・カルバーリョ             | 1R 3:06 TKO（パウンド）              | 修斗 SHOOTO The DEVILOCK 【修斗世界ライト級王座決定戦】                                          | 2006年5月12日  |
| ○    | 石川真                               | 5分3R終了 判定3-0                    | 修斗 SHOOTO The Victory of The Truth                                                             | 2006年2月17日  |
| ○    | 田村彰敏                             | 5分3R終了 判定2-0                    | 修斗                                                                                             | 2005年11月6日  |
| ×    | アントニオ・カルバーリョ             | 5分3R終了 判定0-2                    | 修斗 ALIVE ROAD                                                                                  | 2005年8月20日  |
| ○    | 風田陣                               | 2R 4:17 スリーパーホールド           | 修斗                                                                                             | 2005年3月11日  |
| ○    | 碓氷早矢手                           | 2R 4:58 TKO（右ストレート）          | 修斗 WANNA SHOOTO 2004 【新人王トーナメント ライト級 決勝】                                      | 2004年11月12日 |
| ○    | 山田啓介                             | 5分2R終了 判定3-0                    | 修斗 【新人王トーナメント ライト級 準決勝】                                                      | 2004年7月16日  |
| ○    | 鈴木洋平                             | 1R 2:40 TKO（パウンド）              | 修斗                                                                                             | 2004年3月22日  |
| ○    | 菅谷正徳                             | 1R 3:04 TKO（カット）                | 修斗 下北沢修斗劇場 第7弾 〜若大将は誰だ!〜                                                      | 2003年10月31日 |
| ○    | 碓氷早矢手                           | 5分2R終了 判定3-0                    | 修斗 Shootor's Dream II                                                                          | 2003年5月30日  |

### アマチュア総合格闘技
| 勝敗 | 対戦相手 | 試合結果            | 大会名                                                                      | 開催年月日    |
| ×    | 朴光哲   | 4分1R終了 判定16-22 | 全日本アマチュア修斗選手権 【ウェルター級 2回戦】                           | 2001年9月24日 |
| ○    | 山田敦   | 4分1R終了 判定29-17 | 全日本アマチュア修斗選手権 【ウェルター級 1回戦】                           | 2001年9月24日 |
| ×    | 安田けん | 4分1R終了 判定21-26 | 第1回東日本アマチュア修斗フレッシュマントーナメント 【ウェルター級 準決勝】 | 2001年4月15日 |
| ○    | 宮坂裕介 | 4分1R終了 判定29-17 | 第1回東日本アマチュア修斗フレッシュマントーナメント 【ウェルター級 2回戦】  | 2001年4月15日 |
| ○    | 増田義人 | 4分1R終了 判定24-18 | 第1回東日本アマチュア修斗フレッシュマントーナメント 【ウェルター級 1回戦】  | 2001年4月15日 |

### キックボクシング
| キックボクシング 戦績 | キックボクシング 戦績 | キックボクシング 戦績 | キックボクシング 戦績 | キックボクシング 戦績 | キックボクシング 戦績 | キックボクシング 戦績 |
| --------------------- | --------------------- | --------------------- | --------------------- | --------------------- | --------------------- | --------------------- |
| 2 試合                | (T)KO                 | 判定                  | その他                | 引き分け              | 無効試合              |                       |
| 1 勝                  | 0                     | 1                     | 0                     | 0                     | 0                     |                       |
| 1 敗                  | 1                     | 0                     | 0                     | 0                     | 0                     |                       |

| 勝敗 | 対戦相手 | 試合結果                 | 大会名                                   | 開催年月日    |
| ×    | 鈴木博昭 | 3R終了時 TKO（右フック） | SHOOT BOXING2012 〜Road to S-cup〜 act.2 | 2012年4月13日 |
| ○    | 宍戸大樹 | 3R終了 判定2-0           | SHOOT the SHOOTO 2011                    | 2011年11月6日 |

## 獲得タイトル
- 東日本アマチュア修斗選手権ライト級 優勝（2002年）
- 全日本アマチュア修斗選手権 ライト級 3位（2002年）
- 修斗 ライト級 新人王（2004年）
- 第5代修斗世界ライト級王座（2006年）
- 第3代修斗環太平洋ライト級王座（2007年）
- 第8代修斗世界ライト級王座（2008年）